# Denis Perger
Denis Perger, slovenski nogometaš, * 10. junij 1993, Ptuj.
Perger je profesionalni nogometaš, ki igra na položaju branilca. Od leta 2020 je član avstrijskega kluba SV Wildon. Pred tem je igral za slovenska kluba Dravo Ptuj in Koper, nemška SC Freiburg in Wehen Wiesbaden, poljsko Lechio Gdańsk in avstrijski Deutschlandsberger. Skupno je v prvi slovenski ligi odigral 24 tekem. Bil je tudi član slovenske reprezentance do 15, 16, 18, 19, 20 in 21 let.